# 구면 달꼴

대원 두 개를 가는 검은 선으로 나타냈고, 구면 달꼴(초록색)의 두꺼운 검은 선으로 윤곽을 칠했다. 이 기하학은 대각의 큰 쪽 달꼴을 정의한다: {2}_{π-θ}, 그리고 {2}_{2π-θ}이다.

구면 기하학에서 구면 달꼴은 대척점에서 만나는 두 개의 대원 절반을 경계로 가지는 구면의 영역이고, 이면각이 θ인 이각형 {2}θ의 예시이다. 용어 "달꼴"은 달을 뜻하는 라틴어 루나에서 파생되었다.
구면 쐐기꼴은 구의 중심을 지나는 두 평면과 구의 표면으로 이루어진 공간의 부피이다.

## 특성
대원은 구의 가능한 원(원주) 중에서 가장 큰 원이다; 각각은 구면을 동일한 두 절반으로 나눈다. 대원 두 개는 항상 두 반대쪽 극에 있는 점에서 교차한다.
대원의 일반적인 예시는 북극과 남극에서 만나는 구의 경도선(자오선)이다.
구면 달꼴은 두 개의 대칭면을 가진다. 이것은 각을 나누는 두 개의 달꼴로 이등분 할 수 있고, 적도선을 따라 두 개의 구면 직각삼각형으로 이등분 할 수 있다.

### 표면적

한 바퀴의 달꼴, {2}_{2π}

구면 달꼴의 표면적은 2θ R2이다. 이 때, R은 구의 반지름이고 θ는 두 개의 대원 절반 사이의 이면각을 라디안으로 나타낸 것이다.
이 각이 2π 라디안(360°)일 때 — 예를 들어, 두번째 대원의 반이 한 바퀴를 돌아서 사이의 달꼴이 구면을 덮어서 구면 일각형처럼 보일 때 — 이 구면 달꼴의 면적의 공식은 4πR2로, 구의 표면적과 같이 나온다.

## 예시
호소헤드론은 구면을 달꼴로 채우는 테셀레이션이다. 정 n각 호소헤드론 {2,n}은 n개의 동일한 π/n 라디안의 달꼴로 이루어져있다. n각 호소헤드론은 이면체 대칭 Dnh, [n,2], (*22n) 4n차를 가진다. 각 달꼴 스스로는 순환 대칭 C2v, [2], (*22) 4차를 가진다.
각 호소헤드론은 적도를 따라서 동일한 구면 삼각형 두 개로 이등분 할 수 있다.
| n             | 2 | 3 | 4 | 5 | 6 | 7 | 8 | 9 | 10 |
| ------------- | - | - | - | - | - | - | - | - | -- |
| 호소헤드론    |   |   |   |   |   |   |   |   |    |
| 쌍각뿔 타일링 |   |   |   |   |   |   |   |   |    |

## 천문학

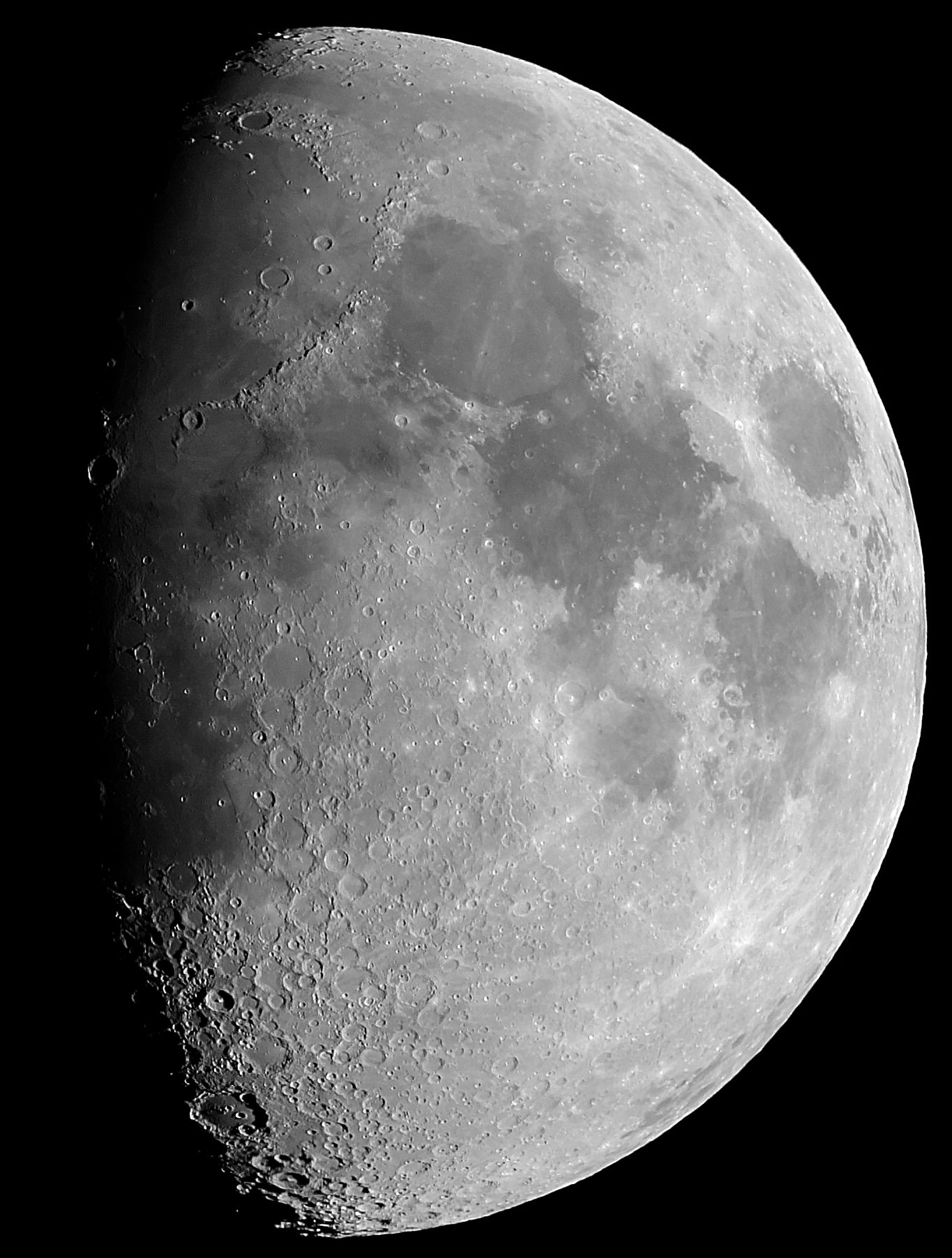
달의 위상은 구면 달꼴을 반원과 반-타원의 교차 영역으로 투사한다.

지구에서 볼 수 있는 달의 시각적으로 밝은 부분은 구면 달꼴이다. 교차하는 두 대원중 첫 번째는 달의 밝은 부분과 어두운 부분의 명암 경계선이다. 두번째 대원은 지구에서 보이는 부분과 보이지 않는 부분을 나누는 지구의 명암 경계선이다. 구면 달꼴은 지구에서 보았을 때 초승달모양으로 보인다.

## n구 달꼴

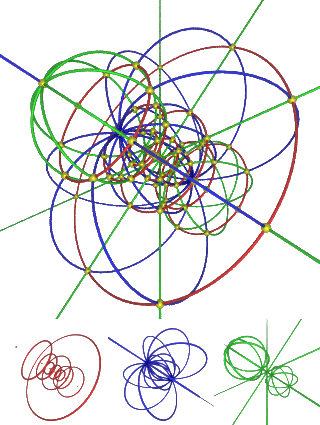
3차원 구에 평행한 선(빨간색), 자오선(파란색), 초자오선(초록색)의 극사영이다. 달꼴은 파란 자오선 호의 쌍 사이에 존재한다.

달꼴은 높은 차원의 구에서도 잘 정의할 수 있다.
4차원에서 3차원 구는 일반적인 구이다. 이것은 정이각형 달꼴을 이면각이 θ와 φ인 {2}θ,φ로 포함할 수 있다.
예를 들어 정호소토프 {2,p,q}는 꼭짓점 도형이 구면 플라톤의 다면체 {p,q}인 이각형 면 {2}2π/p,2π/q을 가진다. 각 {p,q}의 꼭짓점은 호소토프의 모서리를 정의하고 인접한 두 모서리 쌍은 달꼴 면을 정의한다. 또는 더 구체적으로, 정 호소토프 {2,4,3}은 꼭짓점이 2개, 정육면체 {4,3}의 180°호로 이루어진 모서리 8개, 인접한 모서리의 달꼴 면 {2}π/4,π/3 12개, 그리고 호소헤드론 세포 {2,p}π/3 6개를 가진다.

## 같이 보기
- 달꼴 (기하학)